# SEB Tartu Grand Prix 2010
Il SEB Tartu Grand Prix 2010, decima edizione della corsa, valida come evento dell'UCI Europe Tour 2010 categoria 1.1, si svolse il 29 maggio 2010 per un percorso totale di 187 km. Fu vinto dall'estone Tanel Kangert, che terminò la gara in 4h27'46" alla media di 41,902 km/h.
Al traguardo 45 ciclisti portarono a termine il percorso.

## Ordine d'arrivo (Top 10)
| Pos. | Corridore           | Squadra      | Tempo    |
| ---- | ------------------- | ------------ | -------- |
| 1    | Tanel Kangert       | Estonia      | 4h27'46" |
| 2    | Toms Skujinš        | La Pomme     | s.t.     |
| 3    | Adrian Honkisz      | CCC-Polsat   | s.t.     |
| 4    | Gediminas Bagdonas  | Lituania     | a 2'32"  |
| 5    | Aleksejs Saramotins | HTC-Columbia | a 3'02"  |
| 6    | Allan Oras          | Estonia      | s.t.     |
| 7    | Indulis Bekmanis    | Lettonia     | s.t.     |
| 8    | Alessandro Bertuola | Kalev        | a 3'28"  |
| 9    | Vytautas Kaupas     | Differdange  | a 3'59"  |
| 10   | Risto Raid          | Estonia      | s.t.     |